# Municipio de Brouilletts Creek
El municipio de Brouilletts Creek (en inglés: Brouilletts Creek Township) es un municipio ubicado en el condado de Edgar en el estado estadounidense de Illinois. En el año 2010 tenía una población de 235 habitantes y una densidad poblacional de 2,83 personas por km².

## Geografía
El municipio de Brouilletts Creek se encuentra ubicado en las coordenadas 39°45′8″N 87°34′59″O / 39.75222, -87.58306. Según la Oficina del Censo de los Estados Unidos, el municipio tiene una superficie total de 82.93 km², de la cual 82,93 km² corresponden a tierra firme y (0 %) 0 km² es agua.

## Demografía
Según el censo de 2010, había 235 personas residiendo en el municipio de Brouilletts Creek. La densidad de población era de 2,83 hab./km². De los 235 habitantes, el municipio de Brouilletts Creek estaba compuesto por el 94,89 % blancos, el 3,4 % eran afroamericanos, el 1,28 % eran asiáticos y el 0,43 % eran de una mezcla de razas. Del total de la población el 0,43 % eran hispanos o latinos de cualquier raza.